# Elección legislativa de Francia de 1820
Las elecciones legislativas de Francia de 1820 se realizaron el  4 y 13 de noviembre de 1820.
Se aplicó el sufragio censitario, teniendo derecho a voto solo los ciudadanos que pagaban impuestos.
Todos los electores eligieron tres quintas partes de los diputados en la primera vuelta. En la segunda vuelta, los ciudadanos que pagaban mayores impuestos eligieron las dos terceras partes restantes.  

## Resultados
| Partido | Partido             | Estaños |
| ------- | ------------------- | ------- |
|         | Realistas moderados | 190     |
|         | Ultra realistas     | 160     |
|         | Izquierda liberal   | 80      |

- Datos: Q1140883